# Ricasso

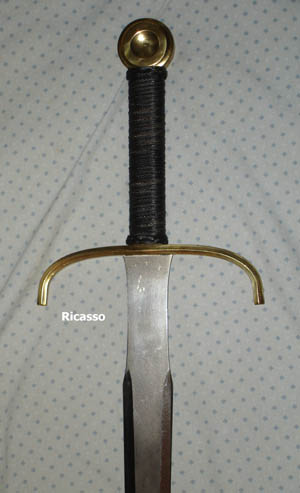
Spada a una mano e mezza (ricostruzione) con ricasso sopra la guardia

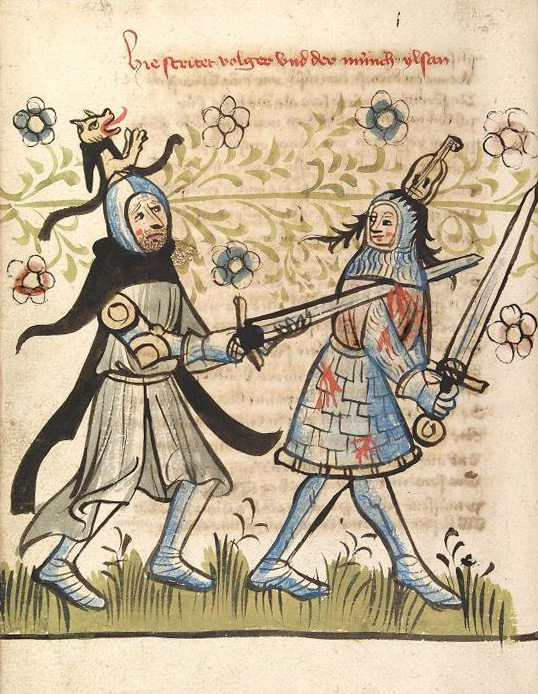
Manovra a mezza spada nel duello tra Islan il Monaco e Volker il ministeriale – Der Rosengarten zu Worms in (CPG 359, fol. 46v), ca. 1418

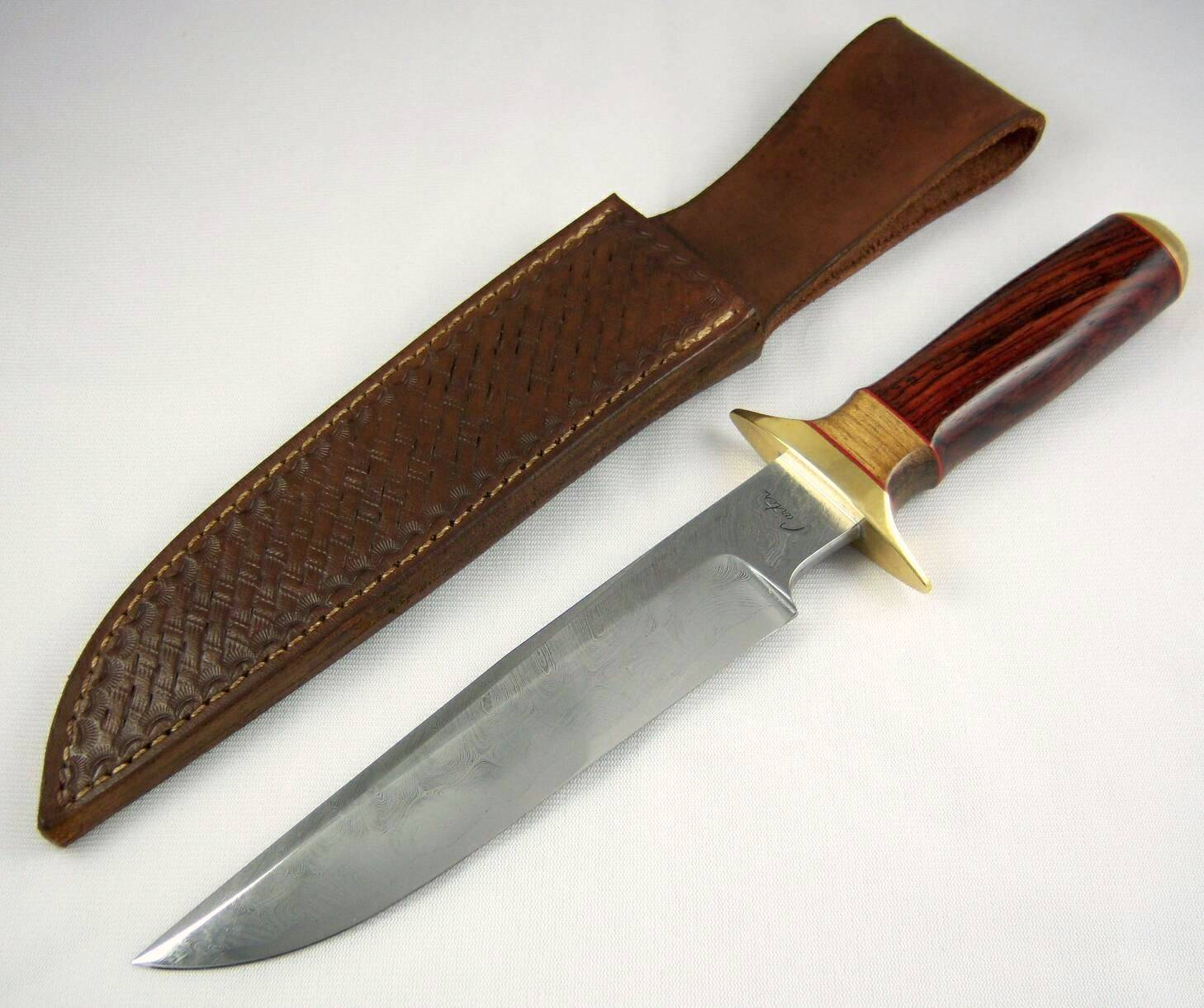
Coltello Bowie, con ricasso sopra la guardia, e guaina (a fianco)

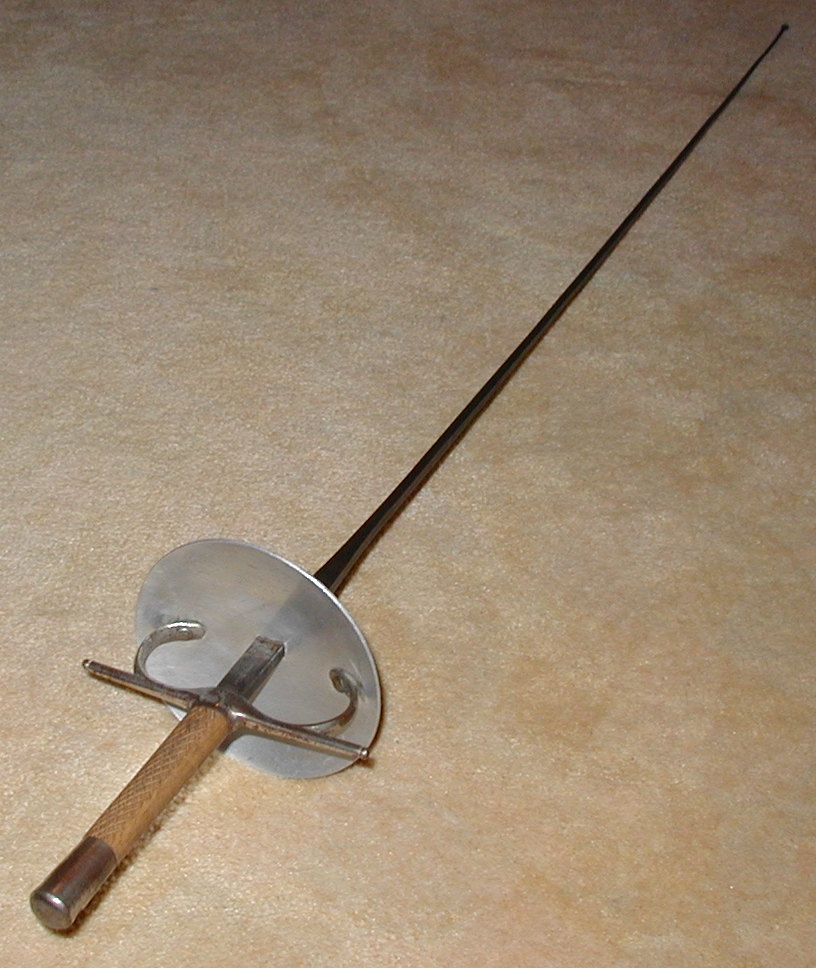
Fioretto "all'italiana" - il ricasso è compreso tra la crociera e la coccia

Il ricasso (Fehlschärfe in lingua tedesca) è la parte non tagliente della lama di un'arma bianca manesca del tipo spada o coltello dalla quale si protende il codolo. Non obbligatoriamente presente in tutte le spade o i coltelli, resta in vista, fuoriuscendo dalla guardia, a differenza del codolo che viene invece ammanicato.
Nella scherma, il ricasso è la parte dell'impugnatura del fioretto o della spada, posizionata tra la coccia ed il gavigliano (crociera), sulla quale lo schermidore appoggia tre dita.

## Storia
I primi esempi di spade con ricasso datano alla media età del bronzo (2000–1550 a.C.). La presenza di questa parte non affilata sul "forte" della lama era volta a garantire una miglior presa allo schermidore, nel più generale contesto di un'arte della scherma che si andava raffinando per sopperire ai problemi costituiti dal diffondersi delle armature e di una casta guerriera sempre più specializzata.
Durante l'età del ferro il ricasso andò scomparendo dalle spade: è infatti del tutto assente nel gladio romano tanto quanto nella successiva spatha tardo-antica. Del pari, le lame dell'Alto Medioevo (spatha romano-barbarica e spada vichinga) non presentano ricasso.
Il ricasso tornò in auge nei secoli finali del Medioevo, quando il diffondersi dell'armatura a piastre tra i milites europei costrinse i maestri d'arma italiani, tedeschi e francesi (v. scherma tradizionale) a sviluppare elaborate manovre che permettessero allo spadaccino di liquidare il suo avversario anche se pesantemente corazzato. Il ricasso ricomparve quindi nella spada lunga, nella spada a due mani e passò poi alla spada da lato. Il persistere della forma "ricasso" nel vocabolario inglese e francese porta a supporre che l'"invenzione" tardomedievale del ricasso possa aver avuto origine nella Penisola italiana e da lì si sia diffusa un po' ovunque in Europa. La presenza del vocabolo recazo in castigliano sin dal 1380 corroborerebbe poi, quanto meno, l'idea di una origine mediterranea per questa nuova tendenza dell'oplologia occidentale.
Nella spada a due mani, specialmente nello Zweihänder rinascimentale, il ricasso è protetto superiormente da due "denti di arresto" (parierhaken), simili a quelli di uno spiedo da guerra o di una corsesca, lunghi all'incirca 5 cm, atti a proteggere la mano dello schermidore durante l'esecuzione di particolari manovre della scherma tradizionale come la "Mezza spada". Le altre tipologie di spade iniziarono ad essere prodotte con lama affilata solo dalla metà superiore (il "debole"), come suggerito dal maestro Filippo Vadi nel suo trattato De arte gladiatoria dimicandi.

Nella spada da lato dell'Europa mediterranea cinquecentesca, il ricasso divenne il punto d'appoggio per le misure difensive della guardia volte a garantire maggior protezione ad un'utenza di schermidori ormai privi del guanto d'arme: fond. archetti "para-mano", sorta di evoluzione civile, almeno da un mero punto di vista concettuale, dei parierhaken. Il felice esito di questi accorgimenti conquistò però rapidamente anche il favore dei militari, che sfruttarono il ricasso della spadona "da cavallo" quale punto d'appoggio per migliorie difensive della guardia in supporto al guanto in metallo del corazziere.
Passato dalla spada da lato alla striscia, arma caratterizzata da una guardia pesante ed elaborata, atta a meglio proteggere la mano dello schermidore ed invalidante qualsiasi forma di manipolazione della lama, il ricasso perse la sua funzione pratica. Il termine iniziò ad indicare la parte non affilata della lama che sviluppava, in soluzione di continuità, nel codolo tramite il quale la lama è assicurata nell'impugnatura.
(Rosaroll-Scorza, Giuseppe (1814) [e] Grisetti, Pietro, La scienza della scherma esposta dai due amici il barone Rosaroll Scorza commendatore dell'ordine reale delle Due Sicilie, maresciallo di campo ecc. e Pietro Grisetti capo di battaglione del I.mo reggimento dell'artiglieria, Napoli, nella Stamperia Reale, p. 10.)
Conseguentemente il termine passò ad indicare, quanto meno in lingua spagnola, l'insieme degli apparati difensivi che copriva la porzione di lama inizialmente chiamata in quel modo.

## Uso odierno
Nell'uso moderno, il ricasso è presente in molti coltelli da lavoro, onde garantire all'utente una presa più salda sulla lama durante l'esecuzione del lavoro.

Nella scherma, il ricasso è la parte dell'impugnatura del fioretto o della spada, posizionata tra la coccia ed il gavigliano (crociera), sulla quale lo schermidore appoggia tre dita.

### Fonti
- Fiore dei Liberi, Flos Duellatorum, prima metà del XV secolo.
- Rosaroll-Scorza, Giuseppe (1814) [e] Grisetti, Pietro, La scienza della scherma esposta dai due amici il barone Rosaroll Scorza commendatore dell'ordine reale delle Due Sicilie, maresciallo di campo ecc. e Pietro Grisetti capo di battaglione del I.mo reggimento dell'artiglieria, Napoli, nella Stamperia Reale.
- Vadi, Filippo, De arte gladiatoria dimicandi, seconda metà del XV secolo.

### Studi
- Kirchner, Paul (2010), Bowie Knife Fights, Fighters, and Fighting Techniques, Paladin Press, ISBN 9781581607420.
- Oakeshott, Ewart (1964), The Sword in the Age of Chivalry, Boydell Press, ISBN 0-85115-715-7.